# Гейне, Соломон
Соломон Гейне (нем. Salomon Heine; 1767—1844) — немецкий банкир и благотворитель, дядя Генриха Гейне.

## Биография
Соломон Гейне родился 19 октября 1767 года в городе Ганновере. Сын бедных родителей, Гейне сумел оставить после смерти капитал в 30 миллионов франков. Его называли «Ротшильд из Гамбурга».

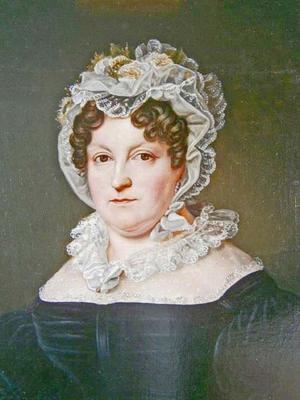
Жена Бетти (1830 год)

Его благотворительная деятельность была весьма обширна. Благодаря его материальной поддержке в размере восьми миллионов (огромной по тем временам суммы) после страшного пожара 1842 года в Гамбурге, город смог довольно быстро устранить его экономические последствия; кроме того, он пожертвовал на государственные нужды пол миллиона талеров.
На его средства в Гамбурге было обустроено множество благотворительных учреждений, в особенности еврейских, как то: вспомогательная касса для евреев-ремесленников, еврейский госпиталь, носивштй его имя, и другие.
Гейне принимал деятельное участие в эмансипационном движении 1830-х и 1840-х годов и перед смертью оставил инструкцию, чтобы одно устроенное на его средства благотворительное еврейское учреждение приходило на помощь всем нуждающимся без различия вероисповеданий, когда гамбургские евреи будут уравнены в гражданских правах с прочим населением города.
Он активно помогал своему знаменитому племяннику Генриху Гейне во время пребывания последнего в Париже, высылая ему ежегодно 6 тысяч франков; кроме того, по завещанию он ему оставил в наследство 16 000 франков.
Соломон Гейне умер 23 декабря 1844 года в городе Гамбурге.